# Облога Белграда (1789)
Облога Белграда (1789) — облога та захоплення Белграда австрійськими військами під час Австро-турецької війни (1787—1791).
В 1787 році Російська імперія розпочала війну з Османською імперією, домагаючись визнання свого протекторату над Грузією. Згідно з таємним договором Австрія підтримала Росію, та, очолювана особисто імператором Йосифом II, вступила в 1788 році у війну і досягла певних успіхів в Сербії та Трансільванії.
Наступного літа австрійські війська під командуванням генерала Фрідріха Саксен-Кобурга, об'єднавшись з російською армією під командуванням Суворова, розбили турецькі війська в битві під Фокшанами 1 серпня та в Римницькій битві 22 вересня 1788 року.
В той же час Австрійські війська під командуванням Ернста Гідеона Лаудона відкинули османські війська з Боснії.
Лаудон розпочав облогу Белграда 15 вересня 1789 року. Після тритижневої облоги австрійські війська штурмом заволоділи містом.
Проте стурбована Великою французькою революцією та тиском Пруссії, яка була союзником Османської імперії, та побоюючись зміцнення Російської імперії, Австрія змушена була піти на сепаратні переговори з Туреччиною, які завершились підписанням Свіштовського мирного договору). За цим договором Австрія в 1791 році повернула Белград Туреччині.